# Eptakomi
Eptakomi (in greco Επτακώμη?; in turco: Yedikonuk), è un villaggio della penisola del Karpas nel nord-est dell'isola mediterranea di Cipro. Si trova de facto nel distretto di İskele della Repubblica Turca di Cipro del Nord, mentre de iure appartiene al distretto di Famagosta della Repubblica di Cipro. Nel 2011, il villaggio, situato a 126 m sul livello del mare, aveva una popolazione di 860 abitanti.

## Origine del nome
Il nome del villaggio, sia in greco che in turco, è un riferimento ai sette insediamenti appartenenti al comune. Questi sono Agios Epifanios, Archangelos Michael, Agia Agathi, Agia Erini, Apostolos Loukas, Naptokomi e Gnaptokomi.

## Storia
Il piccolo villaggio, che Alexander Drummond segnò sulla sua mappa pubblicata nel 1754, apparve solo occasionalmente sulla stampa internazionale, come nel 1889 quando l'Alto Commissario britannico visitò la regione colpita da una massiccia siccità.
Tra il 1911 e il 1921, il numero di abitanti ha raggiunto il massimo di 1017. 
Il 31 dicembre 1952, uno sciame sismico di 24 ore sorprese il villaggio.
Nel periodo prima della guerra civile e dell'invasione del nord da parte dell'esercito turco (1974), Eptakomi era uno dei pochi posti del Karpas dove una forte minoranza di 228 residenti turchi viveva accanto alla maggioranza greca di 580. In totale, Eptakomi aveva 808 abitanti nel 1973. Nel 1974 ci sono stati gravi attacchi. Da quell'anno, 16 greci sono scomparsi dal villaggio, un totale di 1532 grecofoni erano ancora dispersi a Cipro nel 2016. Molti greci erano già fuggiti durante la guerra civile del 1963, dato che nel 1960 si contavano ancora 738 greci.
Dopo il 1974, la chiesa del villaggio è stata convertita in moschea, ma ora non è più utilizzata perché è stata costruita una nuova moschea. Nel 1975, i nuovi coloni di lingua turca ricevettero terra, sementi e manutenzione per un anno. Inoltre, vennero offerti loro macchinari agricoli, specialmente trattori, a prezzi molto bassi, con tre famiglie che hanno potuto acquistare un trattore scontato ciascuna. A causa della fuga dei greci verso il sud, il villaggio perse più di due terzi dei suoi abitanti, ma questo fu quasi compensato numericamente dalla fuga di numerosi turchi verso il nord, così come dall'immigrazione di coloni e impiegati statali dalla Turchia. Nel 1978, Eptakomi-Yedikonuk aveva ancora 623 abitanti. Nel 2006, questo numero era salito a 859, e cinque anni dopo era 860.
Il famoso manoscritto del Vangelo di Eptakomi del XII secolo fu contrabbandato verso sud dal villaggio nel 1974. Una serie di francobolli fu emessa dieci anni dopo per commemorare il salvataggio del manoscritto.